# Challenger Banque Nationale de Granby 2003
Il Challenger Banque Nationale de Granby 2003 è stato un torneo di tennis facente parte della categoria ATP Challenger Series nell'ambito dell'ATP Challenger Series 2003. Il torneo si è giocato a Granby in Canada dal 7 al 13 luglio 2003 su campi in cemento.

## Vincitori

### Singolare
Frank Dancevic ha battuto in finale  Eric Taino con il punteggio di 7–6(10), 6–1.

### Doppio
Lu Yen-hsun /  Danai Udomchoke hanno battuto in finale  Josh Goffi /  Ryan Sachire con il punteggio di 6(4)–7, 6–4, 7–6(0).